# 薔薇王の葬列
『薔薇王の葬列』（ばらおうのそうれつ）は、菅野文による日本の歴史・ファンタジー漫画。ウィリアム・シェイクスピアの史劇『ヘンリー六世』および『リチャード三世』を原案とした作品で、『月刊プリンセス』（秋田書店）にて2013年11月号から2022年2月号まで連載された。同誌4月号より『薔薇王の葬列 外伝』のタイトルで番外編の連載が開始し、途中より『薔薇王の葬列 王妃と薔薇の騎士』のタイトルとなり、2023年10月号まで連載された。2021年10月時点で累計発行部数は180万部を突破している。
派生作品として、本作のキャラクターたちが芸能人を育成する学園に通うという設定のスピンオフ『キング・オブ・アイドル薔薇王の学園』が、同誌2021年2月号より2023年10月号まで連載された。漫画は阿部川キネコが担当。またメディアミックスとして、2022年にテレビアニメが放送された。2022年6月にテレビアニメ版を原作とする舞台作品が上演。

## ストーリー
白薔薇のヨーク家と赤薔薇のランカスター家の王位を巡る戦い「薔薇戦争」を描いた作品。主人公リチャード三世を両性具有の人物として描く。

### 第一幕（第1話 - 第31話）
リチャードは父ヨーク公リチャードが王となることを望み、父は現王のヘンリー六世と約束を取り交わす。ヘンリーの息子エドワードは廃嫡され、息子の次期王の座を奪われた王妃マーガレットは夫の不甲斐なさに悔しさを滲ませる。
リチャードは強い男でありたいと望むが、羊飼いの振りをしていた宿敵であるはずのヘンリー六世にそうとは知らずに惹かれていき、自分の中の「女」を実感する。ヘンリーの息子エドワードはリチャードを女だと思い執着していくが、父とリチャードの抱擁を見てしまい、父への怨みを募らせていく。
父リチャードはランカスター家との戦いに敗れ、王妃マーガレットに侮辱を受けながら処刑される。父の跡を継いだヨーク家の長男エドワードは、ランカスター家を打倒し、ヘンリー六世に代わって王位につく。フランスの姫君との婚約話が持ち上がる中、エドワードは小貴族の未亡人エリザベスの美貌に魅了され、王妃にする。しかしエリザベスの本当の目的は、亡き夫の復讐のために王位継承権を持つ王子を産むことだった。
エドワードの身勝手に怒りを抱いたウォリック伯は、ヨーク家の次男ジョージを誘い込んでランカスター派と手を結び、エドワードを追い落としてヘンリー六世を再び王座につける。エドワードは囚われの身となるが、リチャードによって助け出される。リチャードは策を使ってジョージを再び味方につけ、3兄弟はランカスター派を討ち破り、ウォリックはバッキンガムに殺される。マーガレットとエドワードの母子はなおも戦いを挑むが、敗れて共に捕らわれ、エドワードはジョージとリチャードの手で殺される。
捕らわれたヘンリー六世が、逢瀬を重ね愛しあった男・ヘンリーと知り、リチャードは父の仇と憎しみを向けながらも殺すことができない。母セシリーにそそのかされた兄エドワードに殺害を命じられ、ロンドン塔のヘンリーと再び対面したリチャードは、全てをさらけ出して、俺を愛してくれ、と乞うが、錯乱していたヘンリーは拒絶し、リチャードに刺される。
夫エドワード王太子を守れなかったことを悔いるアンは、亡父ウォリック伯の相続財産の独占を狙う妹イザベルのたくらみで、馬丁に身をやつしてイザベルに冷遇される。そうとは知らず、王エドワードは弟リチャードへの褒美として、アンとの結婚を促し、リチャードは応じる。リチャードの心のない求愛の言葉を、アンは受け入れる。

### 第二幕（第32話 - ）
第一幕から約10年後。

## 登場人物
声の項は特記が無い限り、テレビアニメ版の声優。

### ヨーク家
リチャード
声 - 斎賀みつき（アニメ・ドラマCD共通）
主人公。ヨーク家の三男。両性具有者として生まれたため、母セシリーから疎まれている。自身の両性具有のことは隠匿しており、兄たちにも知られていない。
オッドアイでもあり、左目を前髪で隠すようにしている。
武勇に優れ、父ヨーク公の死後は、ヨーク軍の要になり兄エドワードの王位獲得を助ける。一方で、胸には乳房があり、女装すれば女にしか見えず、これで危機を脱したり敵地に潜入してエドワードを救出したりする。
エドワード
声 - 鳥海浩輔 / 佐藤拓也（ドラマCD）
リチャードの兄。ヨーク家の長男。周囲に促されたこともあり、ヘンリー六世に代わって王位につく（エドワード四世）。女の扱いが上手い。女が好き。エリザベスに惚れるようになる。リチャードにヘンリーを殺すよう命じる。
ジョージ
声 - 内匠靖明
リチャードの兄。ヨーク家の次男。物事を深く考えない性格。酒が好きで酔ったことで様々な考えを巡らせることもある。
ヨーク公リチャード
声 - 速水奨
3兄弟の父。優しく、威厳がある。ランカスター家との戦いに敗れて虜囚となり、処刑される。
セシリー
声 - 久川綾
ヨーク公の妻、3兄弟の母。実の子のリチャードを悪魔の子と忌み嫌う。

### エドワード四世の妻子
エリザベス
声 - 伊藤静
戦死した夫の復讐のためにエドワード王に近付き、その寵愛を得て、密かに結婚、王子を産んで王位に就けようと企む。最初に娘、次いで息子2人を産む。弟にアンソニーがいる。
ベス
エドワードとエリザベスの長女で最初の子。

### ヨーク家側の人物
ケイツビー
声 - 日野聡 / 細谷佳正（ドラマCD）
リチャードが生まれた頃から仕える世話係。リチャードの体の秘密を知っている。
バッキンガム
声 - 杉山里穂、杉田智和（10年後）
公爵。若年ながら、リチャードのキングメーカーになると宣言し、自らの思惑でリチャードに助力し行動を共にする。

### ネヴィル家
ウォリック伯
声 - 三上哲、竹内恵美子（幼少期） / 子安武人（ドラマCD）
ヨーク公の右腕的存在。キングメーカーと名をはせるが、王位に就いたエドワードの勝手な行いで、整いつつあったフランスとの和睦が破談になって面目を失う。娘たちを政略結婚に利用するなどして、ジョージを誘い込んでランカスター派に寝返り、エドワードに反旗を翻す。
アン
声 - 鈴代紗弓
ウォリック伯の長女。リチャードを慕うが、ランカスター家の王子エドワードと結婚させられる。二人の間に愛はなかったが互いに本音を打ち明けるなどの友情はあったなど複雑な思いがあった。
ウォリック伯死後の戦いでエドワードを守るため影武者となるが、目的を果たせずに終わる。
その後、妹イザベル夫婦の元で虐待を受けながら過ごすが、リチャードの求愛を受けて再婚する。
息子エドワードを産むが、その実の父はランカスターのエドワードで、リチャードもそれを承知で自分の子として育てる。
イザベル
声 - 真野あゆみ
ウォリック伯の次女。ジョージと結婚する。
娘と息子を産むが、ジェーンの薬で命を落とす。

### ランカスター家
ヘンリー六世
声 - 緑川光、川井田夏海（幼少期） / 浪川大輔（ドラマCD）
ランカスター家の王。敬虔なクリスチャンで、戦や殺戮を嫌う。羊飼いに憧れ、森の中でリチャードと出会い、互いの素性を知らないまま惹かれあう。
再び王となった後は心を苛む日々を送る。ヨーク派に捕らわれ、錯乱に陥った末、父の仇であることを知ってしまったリチャードに刺される。
マーガレット
声 - 大原さやか
ヘンリー六世の王妃。不甲斐ない夫に代わって軍を指揮し、王位を巡ってヨーク家と抗争する。夫との関係は冷めている。
エドワード
声 - 天﨑滉平 / 松岡禎丞（ドラマCD）
ヘンリー六世の息子。驕慢な性格。道中でリチャードと出会い、幽閉中のリチャードを訪ねた際に、はだけた胸元を見てしまい、リチャードを女だと思い込んで懸想する。
最後の戦いで母の束縛を嫌って戦場に飛び出し、リチャードに捕らえられる。ヨーク家のエドワードと捕らわれた母の前に引きたてられて、ジョージとリチャードに刺される。

### エドワード四世宮廷の人物
ヘイスティングス
声 - 伊丸岡篤
エドワードの側近。
ドーセット侯、グレイ卿
田丸篤志（ドーセット）、土岐隼一（グレイ）
エリザベスと先夫の息子たち。
ジェーン
ロンドンの商人の妻で、宴の席で見初めたエドワードの愛人になる。自ら魔女を称し、様々な薬を調合して、呪術も行う。宮廷を淫らに堕落させ、ジョージ夫婦を陥れる。

### その他
ジャンヌダルク
声 - 悠木碧
「男装の罪」で処刑されたフランスの魔女。亡霊となってリチャードを惑わす。
白猪
怪我をしていたところをリチャードに助けられて以後、彼に懐く。リチャードには「白いの」と呼ばれる。
ジェイムズ・ティレル
声 - 緑川光
左目に傷を持つ謎の殺し屋。本当の名は誰も知らず、本人は記憶を失っているよう。リチャードを己の王と崇めている。

## 書誌情報
- 菅野文 『薔薇王の葬列』 秋田書店〈プリンセスコミックス〉、全17巻
  1. 2014年3月14日発売[26]、ISBN 978-4-253-27181-3
  2. 2014年9月18日発売[27]、ISBN 978-4-253-27182-0
  3. 2015年1月16日発行[28]、ISBN 978-4-253-27183-7
  4. 2015年7月16日発行[29]、ISBN 978-4-253-27184-4
  5. 2015年12月16日発売[30]、ISBN 978-4-253-27185-1
  6. 2016年6月16日発売[31]、ISBN 978-4-253-27186-8
  7. 2017年1月16日発売[12]、ISBN 978-4-253-27187-5 / ISBN 978-4-253-18192-1（ドラマCD付き限定特装版）
  8. 2017年7月14日発売[32]、ISBN 978-4-253-27188-2
  9. 2018年1月16日発売[33]、ISBN 978-4-253-27189-9
  10. 2018年7月13日発売[34]、ISBN 978-4-253-27190-5
  11. 2019年2月15日発売[35]、ISBN 978-4-253-27336-7
  12. 2019年8月19日発売[36]、ISBN 978-4-253-27337-4
  13. 2020年2月14日発売[37]、ISBN 978-4-253-27338-1
  14. 2020年9月16日発売[38]、ISBN 978-4-253-27339-8
  15. 2021年3月16日発売[39]、ISBN 978-4-253-27340-4
  16. 2021年12月16日発売[40]、ISBN 978-4-253-27341-1
  17. 2022年6月16日発売[41]、ISBN 978-4-253-27342-8
- 菅野文 『薔薇王の葬列 王妃と薔薇の騎士』 秋田書店〈プリンセスコミックス〉、全3巻
  1. 2022年10月14日発売[42]、ISBN 978-4-253-27550-7
  2. 2023年4月14日発売[43]、ISBN 978-4-253-27551-4
  3. 2023年11月16日発売[44]、ISBN 978-4-253-27552-1
- 菅野文（原作）、阿部川キネコ（漫画） 『キング・オブ・アイドル 薔薇王の学園』 秋田書店〈プリンセスコミックス〉、全2巻
  1. 2022年6月16日発売[41]、ISBN 978-4-253-27343-5
  2. 2023年11月16日発売[44]、ISBN 978-4-253-27344-2
- 菅野文 『「薔薇王の葬列」イラスト集 荊棘の棺』 秋田書店、2018年6月15日発売[45]、ISBN 978-4-253-10137-0
- 菅野文、プリンセス編集部『「薔薇王の葬列」公式ファンブック』秋田書店〈プリンセスコミックス〉、2022年3月16日発売[46]、ISBN 978-4-253-27014-4

### ノベライズ
- 真楠ヨウ（著）、菅野文（原案・イラスト） 『薔薇王の葬列 original novel 五つの幕間』 KADOKAWA〈富士見L文庫〉
  - 2021年12月15日発売[47]、ISBN 978-4-04-074059-1

## テレビアニメ
2022年1月から6月までTOKYO  MXほかにて連続2クールで放送された。当初は2021年秋に放送予定としていたが、制作上の都合により放送時期が変更となった。ナレーションは大塚芳忠。

### スタッフ
- 原作 - 菅野文[10]
- 原案 - ウィリアム・シェイクスピア『ヘンリー六世』『リチャード三世』[10]
- 監督 - 鈴木健太郎[10]
- シリーズ構成・脚本 - 内田裕基[10]
- キャラクターデザイン - 橋詰力[10]
- プロップデザイン - 朱原デイナ
- 美術監督 - 泉健太郎[10]
- 色彩設計 - 店橋真弓[10]
- 撮影監督 - 高橋昭裕[10]
- 編集 - 山岸歩奈実
- 音響監督 - 岩浪美和[10]
- 音楽 - 大谷幸[10]
- 音楽制作 - ランティス[10]
- 音楽プロデューサー - 庄司夕紀
- プロデューサー - 鳥居玲、西川和良、山本侑里、木村学、松倉友二
- アニメーション制作プロデューサー - 藤代敦士
- アニメーション制作 - J.C.STAFF[10]
- 製作 - バンダイナムコフィルムワークス（旧バンダイナムコアーツ）、博報堂DYミュージック&ピクチャーズ、秋田書店、バンダイナムコミュージックライブ（旧バンダイナムコライブクリエイティブ）、J.C.STAFF

### 主題歌
「我、薔薇に淫す」
古川慎による第1クールオープニングテーマ。作詞はALI PROJECTの宝野アリカ、作曲は酒井拓也、編曲は河合泰志。
「荊棘輪舞曲」
古川慎による第2クールオープニングテーマ。作詞は磯谷佳江、作曲・編曲は河合泰志。
「悪夢」
ZAQによる第1クールエンディングテーマ。作詞・作曲はZAQ、編曲は石川智久。
「螺旋」
Nowluによる第2クールエンディングテーマ。作詞・作曲・編曲は白戸佑輔。

### 各話リスト
| 話数   | サブタイトル | 絵コンテ          | 演出                       | 作画監督                                                             | 総作画監督                 | 初放送日      |
| ------ | --- | ----------------- | -------------------------- | -------------------------------------------------------------------- | -------------------------- | ------------- |
| 第1話  | Wars of the Roses | 鈴木健太郎        | 田中瑛                     | 都築裕佳子 山本雅章 山中いづみ                                       | 橋詰力                     | 2022年 1月9日 |
| 第2話  | Father Is My Light | 鈴木健太郎        | 松井郁洋                   | 中山由美 スタジオギガ                                                | 小森篤 橋詰力              | 1月16日       |
| 第3話  | I Am the Shadow, the Darkness Behind the Light                                                                        | 鈴木健太郎        | 中嶋清人                   | 寿門堂 Jumondou Seoul                                                | 橋詰力                     | 1月23日       |
| 第4話  | I'm Afraid I'm Going to Lose the Answers I've Gotten and...Everything Else.                                           | 松根マサト        | 黒瀬大輔                   | 都築裕佳子 山中いづみ 中山由美 山本雅章 小松香苗                     | 小森篤 橋詰力              | 1月30日       |
| 第5話  | If I Don't Grab Your Hand, I Won't Have to Let Go.                                                                    | 西田健一          | 西田健一                   | 都築裕佳子 山本雅章 中山由美 寿門堂                                  | 橋詰力                     | 2月6日        |
| 第6話  | A man who has no awareness as king... A man who is not qualified to be king... Neither of them is fit for the throne. | 鈴木行            | 田中瑛                     | Lee Seong-jin Hwang Seong-won Song Hyeon-joo Lim Jin-wook            | 小森篤                     | 2月13日       |
| 第7話  | Even if I sin... | 安藤良            | 羽迫凱                     | 山中いづみ 山本雅章 香田知樹 スタジオギガ                            | 小森篤 前田ゆり子          | 2月20日       |
| 第8話  | Even alone, it wasn’t frightening. Rather...the loneliness has been kind ever since losing Father.                    | 鈴木行            | 西田健一 森川さやか 田中瑛 | 中山由美 岡郁美 都築裕佳子 スタジオギガ                              | 小森篤                     | 2月27日       |
| 第9話  | I remember when Christmas was approaching. The time when I lost Father.                                               | 鈴木行 西田健一   | 栗井重紀                   | 山中いづみ 山本雅章 寿門堂 Jumondou Seoul                            | 橋詰力 前田ゆり子          | 3月6日        |
| 第10話 | My name is Richard Plantagenet.                                                                                       | 黒瀬大輔          | 黒瀬大輔                   | 都築裕佳子 中山由美 香田知樹 小松香苗 山中いづみ スタジオギガ        | 小森篤 前田ゆり子 音地正行 | 3月13日       |
| 第11話 | That is my... my punishment...                                                                                        | 鈴木行            | 山内東生雄                 | 関鵬 王俊 李莨鵬 唐軍躍 鄭鋒 胡建                                    | 橋詰力 前田ゆり子          | 3月20日       |
| 第12話 | Richard is dead, died alone in the woods that day.                                                                    | 鈴木健太郎        | 田中瑛                     | 山中いづみ 小松香苗 都築裕佳子 スタジオギガ                          | 小森篤 前田ゆり子          | 3月27日       |
| 第13話 | After all, this body is just a prison of the soul...                                                                  | 鈴木健太郎 鈴木行 | 西田健一                   | 中山由美 山本雅章 山中いづみ 彭佩琦 スタジオギガ                     | 橋詰力 音地正行            | 4月10日       |
| 第14話 | Good night. Brother.                                                                                                  | 森川さやか        | 宮崎修治                   | 小野和美 長谷川眞也 大原大 都築裕佳子 スタジオギガ                   | 小森篤 前田ゆり子          | 4月17日       |
| 第15話 | If you hide it, you won’t feel sadness.                                                                               | 鈴木行            | 粟井重紀                   | 小野和美 山本雅章 都築裕佳子 Jumondou Seoul                          | 橋詰力 前田ゆり子          | 4月24日       |
| 第16話 | The devil has the devil's way.                                                                                        | 羽迫凱            | 羽迫凱                     | 都築裕佳子 中山由美 小川浩司 彭佩琦 岡郁美                           | 小森篤 谷川亮介            | 5月1日        |
| 第17話 | Because God has chosen this bloody demon.                                                                             | 黒瀬大輔          | 黒瀬大輔                   | 山中いづみ 小松香苗 金正男 香田知樹 スタジオギガ                     | 橋詰力 音地正行 谷川亮介   | 5月8日        |
| 第18話 | Your name. | 鈴木行            | 田中瑛                     | 大原大 彭佩琦 長谷川眞也 スタジオギガ dog wood                       | 小森篤 前田ゆり子          | 5月15日       |
| 第19話 | I will protect Edward. That child is my son.                                                                          | 吉川博明          | 西田健一                   | 中山由美 小野和美 小松香苗 小川浩司 スタジオギガ                     | 橋詰力 谷川亮介            | 5月22日       |
| 第20話 | The light is overhead.                                                                                                | 石山タカ明        | 石山タカ明                 | 香田知樹 山本雅章 彭佩琦 都築裕佳子 山中いづみ スタジオギガ          | 小森篤 前田ゆり子          | 5月29日       |
| 第21話 | It should still be in time now.                                                                                       | 鈴木行            | 村田尚樹                   | 大川義史 栗原基樹                                                    | 橋詰力 谷川亮介            | 6月5日        |
| 第22話 | Use your head more, damn brat. Don't die even if you are weak.                                                        | 羽迫凱            | 羽迫凱                     | 彭佩琦 小川浩司 中山由美 都築裕佳子 小松香苗 スタジオギガ            | 橋詰力 前田ゆり子 小森篤   | 6月12日       |
| 第23話 | Mother ...... Goodbye.                                                                                                | 宮崎修治          | 宮崎修治                   | 山中いづみ 小野和美 彭佩琦 金正男 都築裕佳子                         | 橋詰力 谷川亮介            | 6月19日       |
| 第24話 | Requiem of the Rose King                                                                                              | 鈴木健太郎        | 田中瑛                     | 都築裕佳子 香田知樹 大原大 中山由美 下江一正 河村あかり スタジオギガ | 橋詰力 小森篤 前田ゆり子   | 6月26日       |

### 放送局
| 放送期間                | 放送時間                     | 放送局     | 対象地域 | 備考                      |
| ----------------------- | ---------------------------- | ---------- | -------- | ------------------------- |
| 2022年1月9日 - 6月26日  | 日曜 22:30 - 23:00           | TOKYO MX   | 東京都   |                           |
|                         | 日曜 23:30 - 月曜 0:00       | KBS京都    | 京都府   |                           |
|                         |                              | サンテレビ | 兵庫県   |                           |
| 2022年1月12日 - 6月29日 | 水曜 0:00 - 0:30（火曜深夜） | BS11       | 日本全域 | BS放送 / 『ANIME+』枠     |
| 2022年3月4日 -          | 金曜 23:00 - 23:30           | AT-X       | 日本全域 | CS放送 / リピート放送あり |

| 配信開始日           | 配信時間                | 配信サイト |
| -------------------- | ----------------------- | --- |
| 2022年1月9日以降順次 | 日曜 23:00 以降順次更新 | アニメ放題 auスマートパスプレミアム J:COMオンデマンド TELASA dアニメストア dTV Netflix バンダイチャンネル ひかりTV Hulu milplus U-NEXT Amazon Prime Video GYAO!ストア DMM.com ニコニコチャンネル HAPPY動画 ビデオマーケット music.jp ムービーフル Rakuten TV |
| 2022年1月14日        | 金曜 21:30 - 22:00      | ニコニコ生放送 |
|                      | 金曜 22:00 - 22:30      | GYAO! |
|                      | 金曜 23:00 - 23:30      | ABEMA |

### BD
| 巻 | 発売日        | 収録話          | 規格品番                      | 規格品番   |
| 巻 | 発売日        | 収録話          | A-on STORE・ アニメイト限定版 | 特装限定版 |
| -- | ------------- | --------------- | ----------------------------- | ---------- |
| 1  | 2022年3月29日 | 第1話 - 第6話   | BCXM-1714                     | BCXA-1710  |
| 2  | 2022年5月27日 | 第7話 - 第12話  | BCXM-1715                     | BCXA-1711  |
| 3  | 2022年7月27日 | 第13話 - 第18話 | BCXM-1716                     | BCXA-1712  |
| 4  | 2022年9月28日 | 第19話 - 第24話 | BCXM-1717                     | BCXA-1713  |

### Webラジオ
リチャード役の斎賀みつきによるWebラジオ『薔薇王の葬列Radio〜リチャードの部屋〜』が、2021年1月7日より音泉にて月1回配信。

## 舞台
テレビアニメ版を原作とする舞台「薔薇王の葬列」が、2022年6月10日から19日に日本青年館にて上演。

### キャスト（舞台）
- リチャード - 若月佑美[55]、有馬爽人[55] ※Wキャスト
- ヘンリー - 和田琢磨[55]
- エドワード - 君沢ユウキ[55]
- ジョージ - 高本学[55]
- ケイツビー - 加藤将[55]
- ウォリック伯爵 - 瀬戸祐介[55]
- エドワード王太子 - 廣野凌大[55]
- アン - 星波[55]
- セシリー - 藤岡沙也香[55]
- マーガレット - 田中良子[55]
- ヨーク公爵リチャード - 谷口賢志[55]
- ジャンヌダルク - 佃井皆美

### スタッフ（舞台）
- 原作 - TVアニメ「薔薇王の葬列」
- 演出 - 松崎史也[4]
- 脚本 - 内田裕基[4]
- 主催 - 舞台「薔薇王の葬列」製作委員会
- 制作 - バンダイナムコライブクリエイティブ / Office ENDLESS

## ミュージカル
2025年4月19日から27日まで、こくみん共済 coop ホール/スペース・ゼロで上演された。舞台版と違い、原作のミュージカル化である。

### キャスト（ミュージカル）
- リチャード - 飛龍つかさ[56]
- ヘンリー - RIKU（THE RAMPAGE）[56]、冨岡健翔[56]　※Wキャスト
- アン - 小田えりな[56]
- エドワード王太子 - KANJI（XY）[56]
- エドワード - 山田ジェームス武[56]
- ジョージ - 舟木健（NORD）[56]
- ケイツビー - 川上将大[56]
- エリザベス - 傳谷英里香[56]
- イザベル - 三田美吹[56]
- ジャンヌダルク - 明音亜弥[56]
- ウォリック - 鎌苅健太[56]
- セシリー - 今井かなこ[56]
- マーガレット - 天寿光希[56]
- ヨーク公リチャード - 良知真次[56]
- アンサンブル・キャスト - 岡本麻海 / 高倉理子 / 寺島レオン / 浅野郁哉 / 三原大知 / 山﨑由晏[56]

### スタッフ（ミュージカル）
- 原作 - 菅野文（「薔薇王の葬列」秋田書店「プリンセス・コミックス」）[56]
- 脚本 - 日月立[56]
- 演出 - 児玉明子[56]
- 作曲 - 鎌田雅人[56]
- 総合演出・振付 - 良知真次[56]